# Ана Мато
Ана Мато Адровер (ісп. Ana Mato Adrover; нар. 24 вересня 1959, Мадрид) — іспанський політик, член Народної партії. Міністр охорони здоров'я, благодійництво та рівноправності в уряді Маріано Рахоя.

## Біографія
Ана Мато Адровер вивчала політичні та соціальні науки в Університеті Комплутенсе в Мадриді. У 1987–1991 роках працювала радником голови уряду автономного співтовариства Кастилії-і-Леону Хосе Марії Аснара і його наступника Хесуса Посади Морнео. У 1991–1993 роках — депутат регіонального парламенту автономного співтовариства Мадрида. У 1993–2004 роках — депутат нижньої палати іспанського парламенту від виборчого округу Мадрид. У 2004–2008 роках — депутат Європейського парламенту. З 2008 року — депутат Конгресу депутатів від виборчого округу Мадрид. Займає посаду заступника генерального секретаря Народної партії з організаційних питань та питань проведення виборів. З 22 грудня 2011 Мато займає посаду міністра охорони здоров'я, благодійництва та рівноправності в кабінеті Рахоя.
Була одружена з колишнім мером міста Посуело-де-Аларкон Хесусом Сепульведою, замішаним в корупційному скандалі «Справа Гюртель». Має трьох дітей.